# Regionales Schutzgebiet Bosque de Puya Raymondi – Titankayocc
Das Regionale Schutzgebiet Bosque de Puya Raymondi – Titankayocc (span. Área de Conservación Regional Bosque de Puya Raymondi – Titankayocc) befindet sich in der Region Ayacucho in Süd-Peru. Das Schutzgebiet wurde am 23. Dezember 2010 durch das Dekret D.S. Nº 023-2010-MINAM eingerichtet. Die Regionalregierung von Ayacucho ist die für das Schutzgebiet zuständige Behörde. Das Schutzgebiet besitzt eine Größe von 62,72 km². Es dient der Erhaltung eines Areals mit Bewuchs von Puya raimondii aus der Familie der Bromeliengewächse. Es wird in der IUCN-Kategorie VI als ein Schutzgebiet geführt, dessen Management der nachhaltigen Nutzung natürlicher Ökosysteme und Lebensräume dient.

## Lage
Das Schutzgebiet befindet sich im Andenhochland im Distrikt Vischongo in der Provinz Vilcas Huamán. Es liegt in Höhen von 3100 m bis 4307 m. Die Ortschaft Vischongo liegt an der südwestlichen Grenze des Schutzgebietes.

## Ökologie
Die Bromelienart Puya raimondii benötigt 80 bis 100 Jahre bis zur Blüte. Sie erreicht eine Höhe von bis zu 14 m.